# Далекий Центавр
«Далекий Центавр» (англ. Far Centaurus) — науково-фантастичне оповідання канадсько-американського письменника Альфреда ван Вогта, вперше опубліковане в журналі «Astounding Science Fiction» («Приголомшлива наукова фантастика») 1944 року. Письменник і критик Шайлер Міллер назвав його «незабутим і незабутнім».
Історія оповідає про екіпаж космічного корабля, який прибуває на Альфу Центавра через сотні років, а виявляє її заселеною людьми, які прибули на швидших кораблях. Основна ідея, досліджена в багатьох роботах, — технічний прогрес, який робить попередні досягнення застарілими.

## Сюжет
Розуміючи, що це уможливлює міжзоряну космічну подорож, багатий друг Пелхема за коледжем, Джим Ренфрю, будує пілотований космічний корабель на атомній енергії, здатний виконувати місії, розраховані на сотні років. До екіпажу приєднуються ще двоє їхніх друзів із коледжу — Нед Блейк і Білл Ендікотт. Корабель збудовано в XXIII столітті, готуючись до 500-річної подорожі на Альфу Центавра.
Історію розказано з погляду Білла Ендікотта. Він прокинувся першим через 53 роки після запуску місії і дізнається, що Пелхем не пережив початкової дози препарату, він змушений позбутися тіла, що розклалося. Білл реєструє звіт і надсилає радіоповідомлення назад на Землю, перш ніж прийняти ще одну дозу препарату, якої вистачить на 150 років. Засинаючи, він переймається Ренфрю, який був близьким другом Пелхема з ненадійним психічним станом.
Через 150 років (2511) Білл прокидається і читає запис у журналі від Ренфрю, що являє собою звичайну рутину без згадки про Пелхема. Потім він читає запис Блейка і знаходить окремий аркуш, який пояснює, що той також турбується про Ренфрю. Він каже Біллу знищити лист, щоб Ренфрю його не побачив. Потім Білл подає свої звичайні звіти та приймає ще 150-річну дозу.
Через 150 років Білл прокидається з аварійними сигналами, що лунають навколо корабля. Вимушений слухати їх, повільно прокидаючись від дії препарату, він, нарешті, дивиться на різних людей, що оглядають космічний корабель і бачить, що той у вогні. Після безрезультатного пошуку рятувальних шлюпок він зауважує, що Халк сповільнюється, і спостерігає за тим, як вогонь згасає та корабель зникає в космосі. Він приймає останню дозу, розраховану так, щоб прокинутися за кілька місяців від місця призначення.
Він прокидається і йому допомагає Блейк, який прокинувся на два тижні раніше. Ренфрю прокинувся невдовзі після Блейка. Блейк увімкнув радіоприймач і виявив, що простір навколо Альфи Центавра заповнений людськими голосами. За той час, який знадобився їхньому кораблю, щоб досягти Альфи Центавра, наука людства досягла такого ступеня, що космічний політ із Землі тепер займає лише три години, завдяки винайденому 2320 року надсвітловому космічному двигуну. Дослідники космосу свого часу є сучасними звичайними туристами. У галактиці мешкає вже 9 мільйонів людей. Ренфрю не може впоратися з нервовою напругою і божеволіє. Блейк змушений стримувати його, а потім зв'язується із владою Центавра, щоб ті надіслали корабель та забрали їх.
На борту потужного корабля вони зустрічають Касселлахата. Він пояснює, що вони чекали їх прибуття протягом деякого часу, і його навчено говорити їхньою вже мертвою мовою. Коли він підходить, щоб потиснути їм руки, Білл зауважує, що він зморщив ніс із явною огидою, а Касселлахат пояснює, що в них надзвичайно неприємний запах. Коли він швидко йде, Ренфрю виходить із корабля, мабуть, вилікуваний за кілька хвилин. Касселлахат повертається, щоб прийняти Ренфрю для подальшого лікування на планеті Пелхем.
Чотири сонця галактики названо на честь чотирьох членів екіпажу: Ренфрю, Пелхем, Блейк та Ендікотт.
Історія закінчується додатковим сюжетом. Ренфрю, вчений з числа трьох, виявив, що прискорення до «вільного сонця» дозволяє подорожувати в часі. Після лікування він повертається й пояснює, що він узяв частину їхніх грошей та купив космічний корабель. Оскільки їх не можна було побачити на публіці через їхній специфічний запах, їм нема чого робити, і Ренфрю пропонує їм вирушити в картографічну експедицію. Через три місяці Білл знову починає турбуватися про Ренфрю, бачачи, як той вивчає Білла та Неда. Поки Ренфрю на варті, а решта відпочивають, він зв'язує їх. Вони втікають, але вже надто пізно; Ренфрю скерував корабель на зіткнення з «вільним сонцем» (чорною дірою). Сонце відкидає їх на 500 років у минуле, де вони повертаються на Землю перед початком подорожі та живуть там до кінця своїх днів. Коли Білл став старим, його перша радіопередача досягла Землі.

## Публікація
Ідея «Далекого Центавра» виникла в дискусії між ван Вогтом та Джоном Кемпбеллом, видавцем «Astounding Science Fiction». У листі ван Вогту Кемпбелл виклав усю концепцію, в якій сплячий космічний корабель прибуває до пункту призначення, щоб знайти планету вже колонізованою. Хоча ван Вогт змінив деякі деталі, основна концепція залишилася значною мірою незмінною.
Цю історію вперше опубліковано в січневому випуску «Astounding» 1944 року, а потім як частину збірки «Місце призначення: Всесвіт!» 1952 року. Це одна з трьох історій, що лягли в основу одного з фіксапових романів ван Вогта «Пошуки майбутнього» 1970-х років. Оповідання ще раз опубліковано в його оригінальній формі 2003 року під назвою «Трансфініт: Основне А. Е. ван Вогта» (англ. Transfinite: The Essential A. E. van Vogt).
Оповідання також з'явилося в кількох збірках, таких як антологія Роберта Сілвеберга 1973 року «Глибокий космос: вісім історій наукової фантастики» (англ. Deep Space: Eight Stories of Science Fiction) і «Великі науково-фантастичні історії: Том 6: 1944» (англ. The Great Science Fiction Stories: Volume 6: 1944) Айзека Азімова.
Цю історію використано також майже дослівно і без згадки про ван Вогта, в графічній повісті 1951 року «Довга подорож» (англ. The Long Trip), опублікованій у Weird Fantasy (дослівно — «Дивна фантазія»). Weird Fantasy була сумно відома порушеннями авторських прав.
Значно менш відоме оповідання ван Вогта «Центавр II» стосується польоту іншого корабля, який здійснює політ, але корабель поколінь ніколи не завершує своєї подорожі. Попри аналогію теми та деталі, розповідь не є продовженням, оскільки має власний сюжет.

## Вплив
«Далекий Центавр» ставить питання про те, чи запускати космічний корабель чи чекати, поки технологія покращиться (проблема розрахунку очікування в дослідженні міжзоряних подорожей), чи, в ширшому розумінні, чи розгортати якусь технологію в її нинішньому вигляді чи чекати. Грегорі Метлофф (англ. Gregory L. Matloff) згадував, як Роберт Форвард казав: 
|                   | англ. He had a famous plot of the velocity of human beings versus time. And he said if this is true, and you launch a thousand-year ship today, in a century somebody could fly the same mission in a hundred years. They're going to be passed and will probably have to go through customs when they get to Alpha Centauri A-2. |  | Він мав відомий графік залежності швидкості людини від часу. І він сказав, що якщо це правда, і ви запускаєте тисячолітній корабель сьогодні, то через століття хтось може виконати ту саму місію за сто років. Їх збираються пропустити на територію і, ймовірно, їм доведеться пройти митницю, коли вони дістануться Альфи Центавра А-2. |  |
| — Грегорі Метлофф | |  | |  |

Основна сюжетна лінія послугувала основою для багатьох інших історій. При цьому, «Далекому Центавру» передує «Подорож, яка тривала 600 років» (англ. The Voyage That Lasted 600 Years) Дона Вілкокса (англ. Don Wilcox), опублікована в журналі Amazing Stories («Дивовижні історії») у жовтні 1940 року. У цьому оповіданні лише один із членів команди спить більшу частину часу. Інші пасажири не сплять і розмножуються. Таким чином, це історія «корабля поколінь», екіпаж якого після прибуття виявляє, що колонію вже створено і подорож тепер триває лише 6 років. Роберт Гайнлайн використав варіацію теми в романі «Час для зірок» 1956 року, де з поріділим і деморалізованим екіпажем дослідницького корабля зв'язується корабель, здатний рухатися швидше від швидкості світла, і приходить на допомогу, доставляючи екіпаж назад на Землю. Кліффорд Саймак взяв сюжет оповідання за основу роману «Планета Шекспіра» 1976 року, де використав не тільки сюжетну схему пошуку планет, але також смерть одного з членів екіпажу під час польоту і наддовгий сон через недосліджені властивості препарату.
Колін Вілсон вважав, що відкриття вражає, показуючи величезну відстань, яку треба подолати під час подорожі до іншої зірки. Але він відчував, що кінцівка була б слабкою — автор не розуміє, як закінчити свою історію.
Сюжет про «чорне сонце» приблизно на 50 років передує теоретизації переміщень у часі за допомогою чорних дір.

### Виноски
1. ↑  «The Reference Library», Astounding Science Fiction, December 1952, p. 103.
2. 1 2  Paul Gilster, 2004.
3. 1 2 3 4  Isaac Walwyn, 2015.
4. ↑  Centaurus II. www.prosperosisle.org (англ.). Prospero's Isle. Архів оригіналу за 28 січня 2021. Процитовано 24 березня 2020. {{cite web}}: Cite має пустий невідомий параметр: |accessyear= (довідка)
5. ↑  Damon Knight. В поисках чуда = In Search of Wonder. — Advent, 1956. — С. 85.
6. ↑  Clifford Simak. Планета Шекспира = Shakespeare's Planet. — 1976.
7. ↑  Colin Manlove. Научная фантастика: десять исследований = Science Fiction: Ten Explorations. — Springer Publishing[en], 1986. — С. 236.
8. ↑  Colin Wilson. Способность мечтать: литература и воображение = The Strength to Dream: Literature and the Imagination. — Maurice Bassett, 1962. — С. 118. — ISBN 9781600250200.
9. ↑  Происхождение чёрных дыр во времени и пути альтернативной вселенной в научной фантастике?. www.best-leaf.space (англ.). Архів оригіналу за 9 вересня 2018. Процитовано 24 березня 2020. One story which sort of anticipates using black holes for time travel is A. E. Van Vogt’s «Far Centaurus» (1944) which featured «bachelor suns» which would throw any matter which neared them back in time. {{cite web}}: Cite має пустий невідомий параметр: |description= (довідка); Проігноровано невідомий параметр |accessyear= (можливо, |access-date=?) (довідка)